# 布里加季里夫卡 (霍羅爾區)
49°40′6″N 33°27′25″E / 49.66833°N 33.45694°E
布里加季里夫卡（烏克蘭語：Бригадирівка），是烏克蘭中部的村莊，隸屬波爾塔瓦州的盧布尼區。該村分別距離米科拉伊夫卡0.5公里和切爾沃內1.5公里，海拔高度110米，2001年人口491。